# História da jardinagem em Espanha

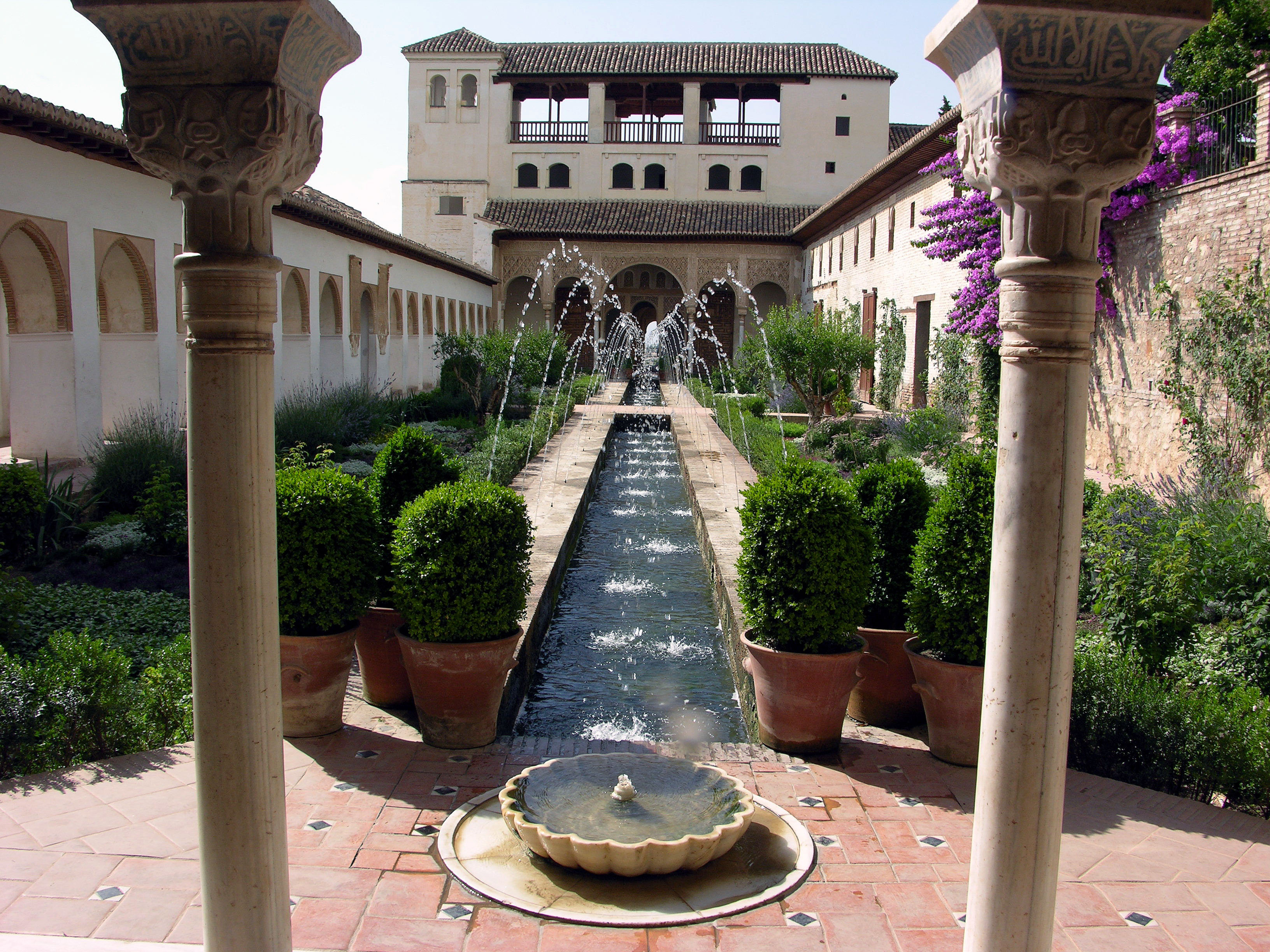
Jardim do Generalife, Granada.

A jardinagem em Espanha tem tido uma evolução conforme com os diferentes selos estilísticos desenvolvidos na arte e a cultura espanholas, ao mesmo tempo em que tem estado marcada por numerosas influências ao longo de sua história, desde o jardim romano e islâmico, passando pelo italiano, francês e inglês, até o aparecimento da vanguarda e o uso de novas tecnologias no século XX, que junto ao desenvolvimento do desenho, o urbanismo e a arquitectura paisagista têm desembocado numa nova forma de conceber a jardinagem e a sua localização no meio.
O jardim espanhol tem estado marcado por seu clima e orografia. O solo é geralmente mais seco que em seus países vizinhos Portugal ou França, e a radiação solar é mais intensa, especialmente no verão, o que levou à criação de jardins de pequeno tamanho e dimensionados em espaços fechados, não integrados na paisagem como em outros países. Um factor fundamental tem sido o aproveitamento da água, escassa em algumas zonas e de partilha desigual segundo as diferentes comunidades da península. A vegetação de Espanha é muito variada, já que participa de quatro regiões fito-geográficas diferentes: mediterrânea, euro-siberiana, transalpina e macaronesiana.